# معرفت نصیب‌اف
معرفت نصیب‌اف (ترکی آذربایجانی: Nəsibov Mərifət Əhməd oğlu) (زاده ۲۲ می ۱۹۷۲، شهرستان قزاق، جمهوری آذربایجان - درگذشت ۲۸ ژانویه ۱۹۹۲، قوشچی آیرم، شهرستان قزاق ، جمهوری آذربایجان) قهرمان ملی جمهوری آذربایجان و جنگجویان کشته‌شده در جنگ قره‌باغ بود.

## زندگی‌نامه
معرفت نصیب‌اف در ۲۲ می ۱۹۷۲ در شهرستان قزاق زاده شد. وی در سال‌های ۱۹۷۹–۱۹۸۹ در مدرسه روستای شهرستان قزاق تحصیل کرد. وی در سال ۱۹۹۰ به خدمت سربازی فراخوانده شد. پس از اتمام خدمت سربازی در ارتش شوروی، به جمهوری آذربایجان بازگشت. پس از آن معرفت به عنوان داوطلب به خط مقدم رفت.

## جنگ قره‌باغ
او در پایان سال ۱۹۹۱ به‌عنوان داوطلب به خط مقدم رفت. وی یکی از شجاع‌ترین سربازان گردان خود بود. معرفت در نبردهای اطراف روستاهای شهرستان قزاق حضور داشت و در نبردی در اطراف روستای قوشچی آیرم در شهرستان قزاق درگذشت.

## یادبود
وی پس از مرگ با حکم ریاست جمهوری شماره ۸۳۳ به‌تاریخ ۷ ژوئن ۱۹۹۲، عنوان قهرمان ملی جمهوری آذربایجان را دریافت کرد.
در پارکی به نام حیدر علی‌اف در شهرستان قزاق چشم‌اای به نام وی نامگذاری شده است. در سال ۲۰۱۳، مستندی با عنوان لانه عقاب منتشر شد. این مستند به یادگاری‌های پیرامون زندگی و میدان‌های نبرد معرفت نصیب‌اف و همچنین دو قهرمان ملی دیگر جمهوری آذربایجان از شهرستان قزاق می پردازد. رافق علی‌خان‌اف و شاموی چوپان‌اف.